# Кулажинцы (Киевская область)
Кулажинцы (укр. Кулажинці) — село, входит в Великодымерскую поселковую общину Броварского района Киевской области Украины.
Население по переписи 2001 года составляло 334 человека. Почтовый индекс — 07445. Телефонный код — 4594. Занимает площадь 1,92 км².

## Местный совет
07445, Киевская обл., Броварский р-н, с. Кулажинцы, ул. Партизана Стригуна, 3